# Jüdischer Friedhof (Geilenkirchen)

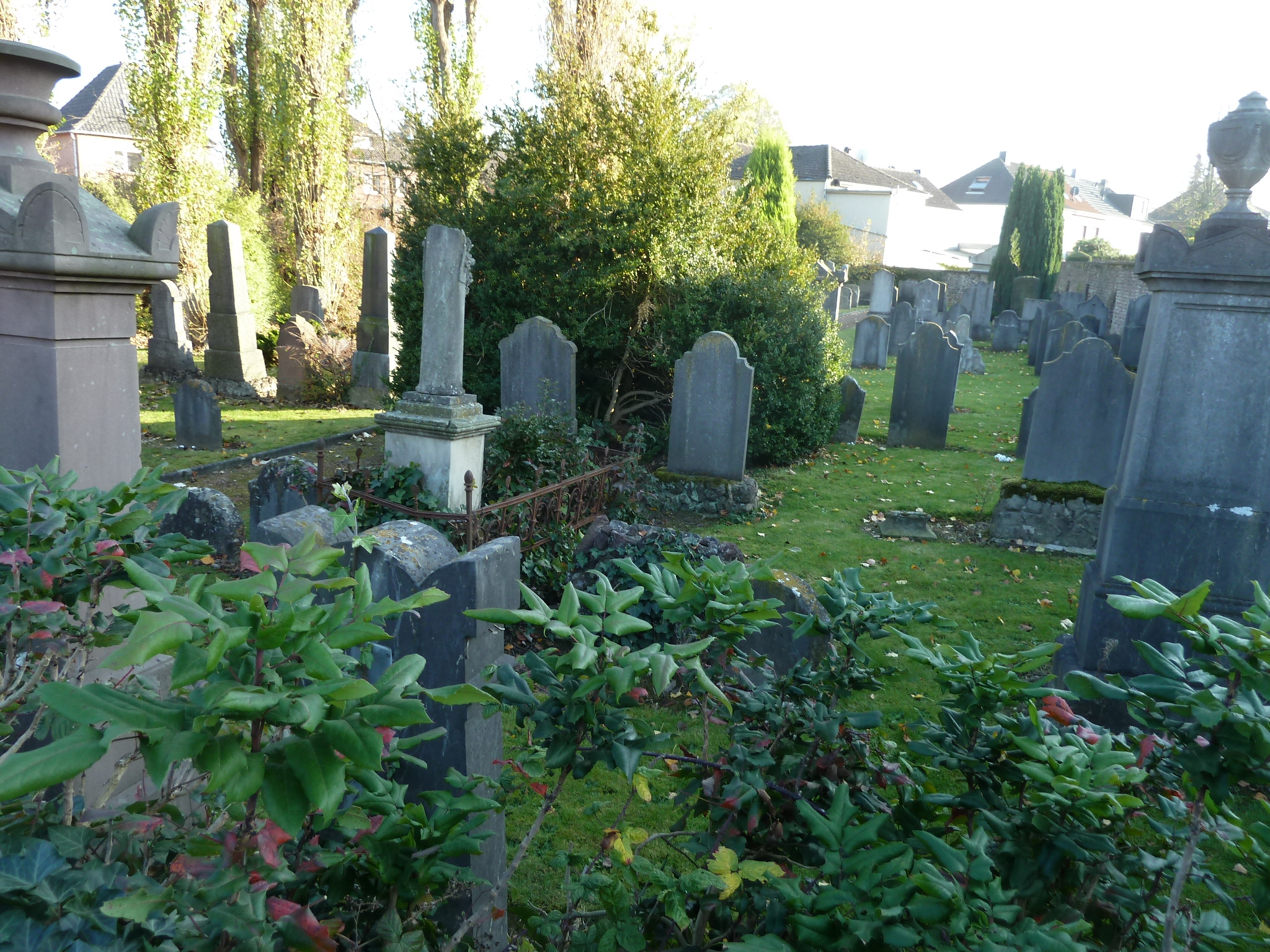
Jüdischer Friedhof in Geilenkirchen

Der Jüdische Friedhof Geilenkirchen befindet sich in Geilenkirchen im Kreis Heinsberg (Nordrhein-Westfalen) und liegt Ecke Heinsberger Straße/An der Linde.
Auf dem jüdischen Friedhof, der von vor 1823 bis 1937 belegt wurde, sind noch 118 Grabsteine (Mazewot) vorhanden und in der epigraphischen Datenbank epidat des Salomon Ludwig Steinheim-Instituts erfasst und online zugänglich.
Der Begräbnisplatz ist in den 1960er Jahren dreimal geschändet worden. Am 30. Dezember 2019 haben Täter auf dem Friedhof in Geilenkirchen mehr als 40 Grabsteine umgeworfen und einige mit blauer Farbe besprüht. Zwei polizeibekannte Tatverdächtige im Alter von 21 und 33 Jahren wurden vorläufig festgenommen. Die Staatsanwaltschaft hat im März 2021 Anklage erhoben.